# ريتشارد دبليو تومسون
ريتشارد دبليو تومسون (بالإنجليزية: Richard W. Thompson)‏ (و. 1809 – 1900 م) هو سياسي، وقاض، ومحام من الولايات المتحدة الأمريكية ولد في مقاطعة كلبيبر.
تولى منصب الأمين العام (1877-03-13–1880-12-20) .وهو عضو في حزب اليمين، والحزب الجمهوري .